# Marieke van der Pol
Maria Eva (Marieke) van der Pol (Amsterdam, 14 juli 1953) is een Nederlands actrice en schrijfster van scenario's en proza.

## Levensloop
Tussen 1975 en 1979 studeerde Van der Pol aan de Toneelschool van Amsterdam. Van 1981 tot en met 1985 maakte ze deel uit van Toneelgroep Centrum. Op televisie is ze vooral bekend door haar rol als Simone Bol-Buys in de comedyserie Oppassen!!!. Ze speelde de rol van begin 1991 tot 2000. De afgelopen jaren houdt Van der Pol zich vooral bezig met het schrijven van filmscenario's.
In 2003 werd De Tweeling genomineerd voor een Gouden Kalf voor beste scenario.
Haar zus, architecte Liesbeth van der Pol, werd in 2008 tot rijksbouwmeester benoemd.

## Filmografie

### Televisie
- 12 steden, 13 ongelukken - Elise (afl. Verkeerd ingeschat, 1991)
- Oppassen!!! - Simone Bol-Buys (1991-2000)
- Medisch Centrum West - Fotomodel (afl. Het kind van de rekening, 1991)
- Zeg 'ns Aaa - Simone Bol-Buys (afl. De broer van buurman Buys, 1990)
- Het Klokhuis - verschillende rollen in sketches (1989)
- De film van Ome Willem - Politieagent (afl. August wil bij de politie, 1988)
- Les enquêtes du commissaire Maigret - Beetje Liewens (afl. Un crime en Hollande, 1976)

### Film
- Rosa Rosa (1992) - Pauline
- Blonde Dolly (film) (1987) - Marietje
- Door tranen uitgewist (1987) - Pim
- In de schaduw van de overwinning (1986) - Hansje

### Scenario

#### Televisieseries
- Wet & Waan (verschillende episodes, 2000-2002)
- Spangen (verschillende episodes, 1999-2006)
- Baantjer (afl. De Cock en de moord op de heks, 1998)
- Fort Alpha (verschillende episodes, 1996-1997)

#### Film
- Zee van tijd (2022)
- Bankier van het verzet (2018)
- Isabelle (2011)
- Zomerzotheid (2010, onvoltooid)
- Alles stroomt (2009)
- Bride Flight (2008)
- Hotel Heimwee (2003)
- De Tweeling (2002)

## Boeken
- Bruidsvlucht (2008)
- Voetlicht (2013)
- Waterland (2024)